# Leuropharus lasiops
Leuropharus lasiops is een  straalvinnige vissensoort uit de familie van slangalen (Ophichthidae). De wetenschappelijke naam van de soort is voor het eerst geldig gepubliceerd in 1970 door Rosenblatt & McCosker.
De soort staat op de Rode Lijst van de IUCN als Onzeker, beoordelingsjaar 2007.